# Groupe de NGC 3737
Le groupe de NGC 3737 est un trio de galaxies situé dans la constellation de la Grande Ourse. La distance moyenne entre ce groupe et la Voie lactée est d'environ 86,7 Mpc (∼283 millions d'al). 

## Membres
Le tableau ci-dessous liste les trois galaxies du groupe indiquées dans l'article d'Abraham Mahtessian paru en 1998.
| Nom       | Class.   | Type                  | α (J2000.0)   | δ (J2000.0) | Vitesse radiale (km/s) | m    | Distance (Mpc) | Dimension (kal) |
| --------- | -------- | --------------------- | ------------- | ----------- | ---------------------- | ---- | -------------- | --------------- |
| NGC 3737  | SB0      | Lenticulaire          | 11h 35m 36.4s | 54° 56′ 55″ | 5782 ± 2               | 12,8 | 87,8 ± 6,2     | 166             |
| NGC 3759  | SAB0^0^  | Lenticulaire          | 11h 36m 54.1s | 54° 49′ 24″ | 5577 ± 25              | 13,3 | 84,8 ± 6,0     | 97              |
| NGC 3759A | SABc pec | Spirale intermédiaire | 11h 36m 58.8s | 55° 09′ 43″ | 5753 ± 4               | 13,6 | 87,4 ± 6,1     | 120             |

Le site DeepskyLog permet de trouver aisément les constellations des galaxies mentionnées dans ce tableau ou si elles ne s'y trouvent pas, l'outil du site constellation permet de le faire à l'aide des coordonnées de la galaxie. Sauf indication contraire, les données proviennent du site NASA/IPAC.